# Richard Degener
Richard Kempster Degener (* 14. März 1912 in Detroit, Michigan; † 24. August 1995 in Grand Rapids, Michigan) war ein US-amerikanischer Wasserspringer. Sein größter Erfolg war der Gewinn der Goldmedaille im Kunstspringen bei den Olympischen Sommerspielen 1936 in Berlin vom 3-Meter-Brett.
Im April 1936 wurde Degener, zusammen mit anderen herausragenden Sportlern der Stadt, in Detroit, Michigan bei einem Bankett zum so genannten Champions Day für seine sportlichen Leistungen geehrt.  Um Detroit, das zu dieser Zeit viele erfolgreiche Sportler hervorbrachte, zu ehren wurde der Stadt vom Weißen Haus im Juli desselben Jahres eine Plakette als "City of Champions" überreicht. Diese sollte eigentlich 5 Bilder von Sportlern beinhalten. Einen Baseball-Spieler, einen Football-Spieler, einen Hockey-Spieler, einen Motorboot-Fahrer  und einen Boxer. Da aber der hierfür Pate stehende Joe Louis kurz vor Verleihung der Plakette einen Kampf gegen Max Schmeling verlor, wurde er durch den Turmspringer Degener ersetzt. Nur einen Monat nach dieser Auszeichnung konnte Degener bei den Sommerspielen im Berliner Olympia-Schwimmstadion die Goldmedaille gewinnen, während er sich vier Jahre zuvor noch mit Bronze begnügen musste.
Degener verlor während seiner drei Jahre am College (1931–1934) keinen einzigen Wettbewerb und konnte die Big Ten Conference und die Nationale Collegemeisterschaft gewinnen.
In den Wettbewerben der Amateur Athletic Union war er ebenfalls jahrelang ungeschlagen und konnte 14 nationale Titel gewinnen, darunter fünf Indoor-Titel vom 3-Meter-Brett in Folge.
Später verdiente Degener sein Geld mit der Teilnahme an Billy Rose's Aquacade, einer Tanz- und Musikshow, organisiert vom Namensgeber Billy Rose.
Im Jahr 1971 wurde er in die  Internationale Swimming Hall of Fame aufgenommen.